# Limnogonus
Limnogonus is een geslacht van wantsen uit de familie van de Gerridae (schaatsenrijders). Het geslacht werd voor het eerst wetenschappelijk beschreven door Carl Stål in 1868.

## Soorten
Het genus bevat de volgende soorten:

- Limnogonus aduncus Drake & Harris, 1933
- Limnogonus anderseni Zettel, 2004
- Limnogonus buxtoni Esaki, 1928
- Limnogonus capensis (China, 1925)
- Limnogonus cereiventris (Signoret, 1862)
- Limnogonus cheesmani Lundblad, 1934
- Limnogonus curriei Bergroth, 1916
- Limnogonus darthulus (Kirkaldy, 1901)
- Limnogonus dolosus Bergroth, 1893
- Limnogonus fossarum (Fabricius, 1775)
- Limnogonus franciscanus (Stål, 1859)
- Limnogonus guttatus Poisson, 1948
- Limnogonus hungerfordi Andersen, 1975
- Limnogonus hyalinus (Fabricius, 1803)
- Limnogonus hypoleucus (Gerstaecker, 1873)
- Limnogonus ignotus Drake & Harris, 1934
- Limnogonus intermedius Poisson, 1941
- Limnogonus luctuosus (Montrouzier, 1865)
- Limnogonus lundbladi Usinger, 1946
- Limnogonus nigrescens Poisson, 1941
- Limnogonus nitidus (Mayr, 1865)
- Limnogonus papuensis Andersen, 1975
- Limnogonus pectoralis (Mayr, 1865)
- Limnogonus poissoni Andersen, 1975
- Limnogonus profugus Drake & Harris, 1930
- Limnogonus recens Drake & Harris, 1934
- Limnogonus recurvus Drake & Harris, 1930
- Limnogonus windi Hungerford & Matsuda, 1961